# Katund i Ri, Durrës
Katund i Ri är en ort och tidigare kommun i Albanien.   Den ligger i Durrës prefektur i den nordvästra delen av landet, 30 km väster om huvudstaden Tirana.
Runt Katund i Ri är det tätbefolkat, med 331 invånare per kvadratkilometer.